# Kreis Les Ormonts
| Kreis Les Ormonts           | Kreis Les Ormonts |
| Basisdaten                  | Basisdaten        |
| --------------------------- | ----------------- |
| Staat:                      | Schweiz           |
| Kanton:                     | Waadt (VD)        |
| Bezirk:                     | Aigle             |
| Hauptort:                   | Ormont-Dessus     |
| Fläche:                     | 125,72 km²        |
| Einwohner:                  | 2636 (31.12.2023) |
| Bevölkerungsdichte:         | 21 Einw. pro km²  |
| Aufgehoben am:              | 31. Dezember 2006 |
| Karte                       |                   |
| Karte von Kreis Les Ormonts |                   |

Der Kreis Les Ormonts (französisch Cercle des Ormonts) war bis zum 31. August 2006 eine Verwaltungseinheit des Bezirks Aigle im Kanton Waadt in der Schweiz. Sitz des Kreisamtes war Ormont-Dessus.
Der Kreis umfasste zwei Gemeinden und war 125,72 km² gross. Die Gemeinden des ehemaligen Kreises zählten Ende 2023 2636 Einwohner.
| Wappen         | Name der Gemeinde | Einwohner (31. Dezember 2023) | Fläche in km² | Einw. pro km² |
| -------------- | ----------------- | ----------------------------- | ------------- | ------------- |
| Ormont-Dessous | Ormont-Dessous    | 1213                          | 64,11         | 19            |
| Ormont-Dessus  | Ormont-Dessus     | 1423                          | 61,61         | 23            |
| Total (2)      | Total (2)         | 2636                          | 125,72        | 21            |